# Heinz Versteeg
Heinz Versteeg (* 24. März 1939 in Duisburg; † 15. Oktober 2009 in Rheinberg) war ein niederländischer Fußballspieler.

## Laufbahn
Versteeg spielte ab der Schülermannschaft in der Jugend des Meidericher SV, für den in den 1920er-Jahren bereits sein Onkel Cornelius aufgelaufen war. Nach dem Ende seiner Zeit in der A-Jugend gehörte er sofort dem Oberligakader der „Zebras“ an. Er debütierte am 25. August 1957 beim 1:0-Auswärtserfolg bei SC Viktoria Köln im Angriff der Meidericher. In seinem vierten Einsatz am 16. Februar 1958 beim Heimspiel gegen den Wuppertaler SV zeichnete er sich erstmals als Torschütze in der Oberliga West aus. Er bildete zusammen mit den Brüdern Kurt und Ludwig Nolden den Innensturm des MSV. Bereits in seinem zweiten Jahr gehörte er der Stammbesetzung an. Der Angriff in der Spielzeit 1958/59 setzte sich in der Regel aus Versteeg, Ludwig Nolden, Heinz Bohnes, Kurt Nolden und Werner Lotz zusammen. Versteeg absolvierte als 20-Jähriger 29 Spiele und erzielte 17 Tore.
In den letzten zwei Oberligarunden schob sich Meiderich in die oberen Tabellenplätze. Im entscheidenden Jahr 1962/63 errangen die „Zebras“ den dritten Rang und wurden dadurch für die neue Bundesliga nominiert. Am Schlusstag der Runde, am 11. Mai 1963, empfing der MSV als Tabellenvierter Preußen Münster, die als Tabellendritter in die Wedau kamen. Durch zwei Treffer von Versteeg gewann Meiderich das Spiel und belegte im Schlussklassement den dritten Rang. Insgesamt absolvierte Versteeg von 1957 bis 1963 in der Oberliga West 137 Spiele und erzielte dabei für Meiderich 52 Tore.
Im Premierenjahr der Bundesliga, 1963/64, gewann Meiderich überraschend mit Trainer Rudi Gutendorf die Vizemeisterschaft hinter dem Titelträger 1. FC Köln. Gemeinsam mit Torhüter Manfred Manglitz bestritt Versteeg alle 30 Ligaspiele. Die MSV-Torschützenliste führten Werner Krämer (11 Tore), Versteeg (9), Helmut Rahn (8) und gemeinsam mit sieben Treffern Werner Lotz und Gustav Walenciak an. Letztmals kam der technisch beschlagene Stürmer in der Bundesliga am 21. Mai 1966 bei der 1:4-Niederlage beim 1. FC Nürnberg zum Einsatz. Nach 62 Bundesligapartien mit 14 Treffern beendete er seine Aktivität beim Meidericher SV und schloss sich zur Runde 1966/67 Hamborn 07 in der Regionalliga West an.

## Laufbahnende
Für die Hamborner „Löwen“ lief Versteeg von 1966 bis 1970 in vier Spielzeiten nochmals in 111 Regionalligaspielen auf und erzielte dabei 17 Tore. Er beendete seine Karriere im Alter von nur 29 Jahren. Danach trainierte er noch Gelria Geldern sowie den SV Orsoy, ehe er sich verstärkt seiner neuen Leidenschaft widmete, dem Tennisspiel.

## Trivia
Wann immer in den Anfangsjahren der Bundesliga in der Fachpresse die „Ausländer“ aufgelistet wurden, war von Versteeg nicht die Rede. 1964/65 hatte der MSV neben ihm auch Heinz van Haaren und Raul Tagliari unter Vertrag. Es waren zu der Zeit aber nur zwei nicht-deutsche Spieler im Kader erlaubt.